# Stazione di Motta San Damiano
La stazione di Motta San Damiano è una stazione ferroviaria posta lungo la linea Pavia-Cremona. Sita in aperta campagna nel territorio comunale di Pavia, serve l'adiacente centro abitato di Motta San Damiano, frazione del comune di Valle Salimbene.

## Storia
La stazione fu attivata nel 1866, all'apertura della linea Pavia–Cremona–Brescia.

## Strutture ed impianti
La stazione è fornita di un fabbricato viaggiatori, attualmente in stato di forte degrado, costruito nel classico stile delle Strade Ferrate Meridionali, che costruirono la linea e la esercirono fino al 1868.
La struttura si compone di tre corpi: uno centrale e due corpi minori, posti ai lati, che si sviluppano in modo simmetrico. Il corpo centrale si sviluppa su due livelli.
L'impianto si compone di un binario di corsa e di un binario di precedenza, anche se quest'ultimo è fuori servizio da alcuni anni, rendendo utile l'impianto ai soli fini di distanziamento dei treni, non essendo possibile effettuarvi incroci di convogli in viaggio in direzioni opposte.

## Movimento
Il servizio passeggeri è operato da treni regionali sulla relazione Pavia-Codogno, alcuni dei quali prolungati su Cremona, svolti in esclusiva da parte di Trenord; fino al 2012 la stazione era servita solamente da poche corse al giorno, mentre da tale anno vi fermano tutti i treni della relazione, a cadenza oraria.

## Servizi
La gestione degli impianti è affidata a Rete Ferroviaria Italiana controllata del Gruppo Ferrovie dello Stato Italiane.